# Bệnh thận
Bệnh thận là tổn thương hoặc bệnh của thận. Viêm thận (nephritis) là một bệnh thận có viêm và có một số phân loại theo vị trí của chỗ viêm. Viêm có thể được chẩn đoán bằng xét nghiệm máu. Bệnh thận không viêm (nephrosis) là bệnh thận mà không có viêm nhiễm. Viêm thận và bệnh thận không viêm có thể làm phát sinh chứng thận hư và chứng thận hư không viêm tương ứng. Bệnh thận thường gây mất chức năng thận ở một mức độ nào đó và có thể dẫn đến suy thận, mất hoàn toàn chức năng thận. Suy thận được gọi là giai đoạn cuối của bệnh thận, trong đó lọc máu hoặc ghép thận là lựa chọn điều trị duy nhất.
Bệnh thận mãn tính gây mất dần chức năng thận theo thời gian. Bệnh thận cấp tính hiện được gọi là chấn thương thận cấp tính và được đánh dấu bằng việc giảm đột ngột chức năng thận trong bảy ngày. Khoảng một trong tám người Mỹ (tính đến năm 2007) bị bệnh thận mãn tính.

## Nguyên nhân

Tử vong do bệnh thận trên một triệu người vào năm 2012
16-61
62-79
80-88
89-95
96-110
111-120
121-135
136-160
161-186
187-343

Nguyên nhân gây ra bệnh thận bao gồm lắng đọng các kháng thể Immunoglobulin A trong cầu thận, sử dụng thuốc giảm đau, thiếu xanthine oxyase, độc tính của các tác nhân hóa trị và tiếp xúc lâu dài với chì hoặc muối của nó. Các tình trạng mãn tính có thể tạo ra bệnh thận bao gồm lupus ban đỏ hệ thống, tiểu đường và huyết áp cao (tăng huyết áp), dẫn đến bệnh thận tiểu đường và bệnh thận tăng huyết áp, tương ứng.

### Thuốc giảm đau
Một nguyên nhân của bệnh thận là việc sử dụng lâu dài các loại thuốc giảm đau. Các loại thuốc giảm đau có thể gây ra các vấn đề về thận bao gồm aspirin, acetaminophen và thuốc chống viêm không steroid (NSAID). Dạng bệnh thận này là "viêm thận thuốc giảm đau mạn tính", một sự thay đổi viêm mạn tính được đặc trưng bởi sự mất và teo ống và xơ hóa mô kẽ và viêm (BRS Pathology, tái bản lần 2).
Cụ thể, sử dụng lâu dài thuốc giảm đau phenacetin có liên quan đến hoại tử nhú thận (viêm nhú hoại tử).

### Bệnh tiểu đường
Bệnh thận tiểu đường là một bệnh thận tiến triển gây ra bởi bệnh lý mạch máu của các mao mạch trong cầu thận. Nó được đặc trưng bởi hội chứng thận hư và sẹo lan tỏa của cầu thận. Nó đặc biệt liên quan đến bệnh tiểu đường được quản lý kém và là lý do chính để lọc máu ở nhiều nước phát triển. Nó được phân loại là một biến chứng mạch máu nhỏ của bệnh tiểu đường.